# Hans K. Schulze
Hans K. Schulze (Altenburg, 8 ottobre 1932 – Niederweimar, 10 giugno 2013) è stato uno storico e diplomatista tedesco.
Dal 1981 al 1988 fu professore ordinario di storia medievale all'Università di Marburgo.

## Biografia
Hans K. Schulze era figlio di Kurt Schulze, insegnante di scuola e successivamente direttore del Museo del Castello di Altenburg (Turingia). 
Dal 1939 al 1943 frequenta la scuola elementare Apolda e dal 1943 al 1951 il liceo Apolda e il liceo Karl Marx ad Altenburg. L'esame di immatricolazione (Reifeprüfung) ebbe luogo nel giugno 1951. Schulze studiò quindi storia all'Università di Lipsia dal semestre invernale 1951/52 al semestre estivo 1955 e storia e filologia classica all'Università libera di Berlino dal semestre estivo 1956 al semestre invernale 1959/60. Lì conseguì il dottorato nel 1962 con la tesi Adelsherrschaft und Landesherrschaft con relatore Herbert Helbig. Dal 1962 al 1970 lavorò per Walter Schlesinger come assistente di ricerca presso il Centro di ricerca per gli studi storici regionali nella Germania centrale a Marburgo. Nel 1970 si abilitò con Walter Schlesinger all'Università di Marburgo con una tesi sulla costituzione della contea del periodo carolingio nelle aree ad est del Reno per la storia medievale e la storia regionale tedesca.
Dal 1971 al 1998 Schulze insegò come professore di storia medievale all'Università di Marburgo. Nel 1972/73 e nel 1988/89 è stato Preside del Dipartimento di Storia e Studi Culturali. Anche dopo il suo ritiro, Hans K. Schulze ha tenuto lezioni regolari fino al 2012. Schulze è stato membro e dal 1998 al 2001 presidente della Commissione storica per la Sassonia-Anhalt. È stato anche membro del gruppo di lavoro scientifico per la Germania centrale e membro del comitato editoriale della serie Urban Research a Münster. 
Le principali aree di lavoro di Schulze furono la storia generale dell'alto medioevo, la storia giuridica, costituzionale e sociale, la storia regionale tedesca e la storia della città. Era considerato un comprovato esperto della storia dell'impero nella Germania medievale. 
La sua opera in quattro volumi Grundstrukturen der Verfassung im Mittelalter attirò una grande attenzione anche al di fuori del mondo di lingua tedesca. La quarta edizione del primo volume è stata pubblicata nel 2004 e la terza edizione del secondo volume nel 2000. I volumi sono disponibili in traduzione giapponese. Schulze ha scritto i volumi su Merovingi e Carolingi (Vom Reich der Franken zum Land der Deutschen) e Ottoniani e Saliani (Hegemoniales Kaisertum. Ottonen und Salier) per la serie Siedler Deutsche Geschichte rispettivamente nel 1987 e nel 1991. Durante la sua ricerca, la regione della Germania centrale divenne il fulcro del suo lavoro.
| Controllo di autorità | VIAF (EN) 19694574 · ISNI (EN) 0000 0001 1042 2483 · LCCN (EN) n86097195 · GND (DE) 11818296X · BNF (FR) cb120380120 (data) · J9U (EN, HE) 987007271452205171 · NDL (EN, JA) 00667214 · CONOR.SI (SL) 44894819 |